# Llista de topònims de Vilallonga de la Salanca
Llista de topònims (noms propis de lloc) de Vilallonga de la Salanca (Rosselló).
Informació actualitzada per un bot. Els canvis manuals es perdran quan s'actualitzi!

## església
| imatge | Nom                                       | Ubicat a                 | instància de | Detalls | coordenades                                                           | Protecció | Commons (més fotos)                                    | Dades a WD                    |
| ------ | ----------------------------------------- | ------------------------ | ------------ | ------- | --------------------------------------------------------------------- | --------- | ------------------------------------------------------ | ----------------------------- |
|        | Sant Marcel de Vilallonga de la Salanca   | Vilallonga de la Salanca | església     |         | 42° 43′ 39″ N, 2° 59′ 01″ E / 42.7274722222°N,2.98361111111°E 10 msnm |           | Église Saint-Marcel de Villelongue-de-la-Salanque      | Modifica les dades a Wikidata |
|        | Sant Sebastià de Vilallonga de la Salanca | Vilallonga de la Salanca | església     |         | 42° 43′ 37″ N, 2° 58′ 52″ E / 42.7268333333°N,2.98102777778°E         |           | Chapelle Saint-Sébastien de Villelongue-de-la-Salanque | Modifica les dades a Wikidata |

## Misc
| imatge | Nom                                         | Ubicat a                                    | instància de                          | Detalls                                                   | coordenades | Protecció | Commons (més fotos)                     | Dades a WD                    |
| ------ | ------------------------------------------- | ------------------------------------------- | ------------------------------------- | --------------------------------------------------------- | --- | --------- | --------------------------------------- | ----------------------------- |
|        | Tet                                         | Pirineus Orientals                          | riu                                   | Desemboca: mar Mediterrània Llarg: 115.8km Conca: 1369km² | 42° 42′ 48″ N, 3° 02′ 23″ E / 42.713333333333°N,3.0397222222222°E                                                          |           | Têt                                     | Modifica les dades a Wikidata |
|        | casa de la vila de Vilallonga de la Salanca | Vilallonga de la Salanca                    | instal·lació Ús: seu del govern local |                                                           | 42° 43′ 38″ N, 2° 59′ 08″ E / 42.7272164627624°N,2.98548744848974°E fr:22 AV DU LITTORAL, 66410 VILLELONGUE-DE-LA-SALANQUE |           | Town hall of Villelongue-de-la-Salanque | Modifica les dades a Wikidata |
|        | fragments (2) à Villelongue-de-la-Salanque  | Vilallonga de la Salanca                    | marcador geogràfic                    |                                                           | |           |                                         | Modifica les dades a Wikidata |
|        | rec del Molí de Vilallonga                  | Vilallonga de la Salanca Santa Maria la Mar | curs d'aigua rierol                   | Llarg: 9.8km                                              | 42° 45′ 00″ N, 3° 02′ 00″ E / 42.75°N,3.0333333333333°E                                                                    |           |                                         | Modifica les dades a Wikidata |
|        | rue de Paris                                | Vilallonga de la Salanca                    | carrer                                | Anomenat per: París                                       | 42° 43′ 33″ N, 2° 59′ 01″ E / 42.725696°N,2.983679°E                                                                       |           |                                         | Modifica les dades a Wikidata |